# 12 décembre 1998
Le samedi 12 décembre 1998 est le 346e jour de l'année 1998.

## Naissances
- Byron Munton, coureur cycliste sud-africain
- Natán Rivera, athlète salvadorien
- Tsehay Gemechu, athlète éthiopienne

## Décès
- Francis-Louis Closon (né le 18 juin 1910), résistant, Compagnon de la Libération et haut fonctionnaire français
- Gilbert Favre (né le 19 novembre 1926), clarinettiste suisse
- Henri Collette (né le 30 mai 1922), personnalité politique française
- Jean-Louis Trévisse (né le 27 juillet 1949), artiste français
- Lawton Chiles (né le 3 avril 1930), personnalité politique américaine
- Marco Denevi (né le 12 mai 1922), écrivain argentin
- Masamine Sumitani (né le 24 janvier 1921), forgeron japonais
- Mo Udall (né le 15 juin 1922), personnalité politique américaine
- Orion (né le 26 février 1945), chanteur
- Vadim Gulyayev (né le 5 février 1941), joueur de water-polo soviétique
- Willis John Gertsch (né le 4 octobre 1906), arachnologiste américain

## Événements
- Découverte des astéroïdes : (15050) Heddal, (15446) 1998 XQ4, (15447) 1998 XV4, (15453) Brasileirinhos, (22760) 1998 XR4, (28195) 1998 XW4, (29670) 1998 XS4, (29672) Salvo, (49382) Lynnokamoto et (49384) Hubertnaudot
- Sortie du simulateur de vol de combat Falcon 4.0
- Sortie de la chanson Hardcore de Ideal J
- Sortie du jeu vidéo Hey You, Pikachu!
- Sortie du jeu vidéo South Park
- Fin de la série d'animation Zorro